# Y'all
Y’all (/jɑːl/, также /jɔːl/, англ. вы все) — слово в английском языке, которое является результатом слияния слов you и all. Y’all используется как местоимение второго лица множественного числа в английском языке на юге США, с которым его наиболее часто ассоциируют, хотя слово также появляется в некоторых других разновидностях английского языка, включая афроамериканский английский и английский язык южноафриканских индийцев. Обычно слово используется как местоимение второго лица множественного числа, но вопрос о том, является ли слово исключительно множественного числа, является предметом постоянных дискуссий.

## Региональное употребление

### Соединённые Штаты Америки
Y’all называют «возможно, самой выразительной из всех грамматических характеристик» английского языка юга США, а также его самой выдающейся особенностью. Лингвист Уолт Вольфрам и профессор английского языка Джеффри Ризер написали: «Ни одно слово в словаре американского английского языка, пожалуй, не имеет такой региональной важности».
Люди, переезжающие на юг из других регионов, часто используют это слово, даже если они не перенимают другие региональные обычаи. За пределами юга Соединённых Штатов y’all больше всего связано с английским языком афроамериканцев. Афроамериканцы взяли с собой определённые южные обычаи во время переселения с юга в города на северо-востоке Соединённых Штатов и другие регионы страны в XX веке.
Использование y’all как основного местоимения второго лица множественного числа не обязательно универсально на юге Соединённых Штатов. В некоторых диалектах Озаркс и Грейт-Смоки-Маунтинс, например, обычно можно услышать, что вместо y’all употребляется you’uns (сокращение от you ones). Другие формы местоимения также все чаще употребляются на Юге, включая you guys (англ. вы, ребята).
Опрос, проведенный в 1996 году, показал, что 49 % жителей не с севера и 84 % южан США употребляли в разговоре слова y’all или you-all.

### ЮАР
В Южной Африке y’all используется во всех разновидностях английского языка южноафриканских индийцев. Сходство со словом y’all в Соединённых Штатах может быть случайным.

### Остальной мир
Y’all проявляется в других диалектах английского языка, включая английский маори в Новой Зеландии и диалекты островов Св. Елены, Тристан-да-Кунья (Великобритания), Ньюфаундленд и Лабрадор (Канада).